# Zgniłek
Zgniłek (niem. Faul See) – jezioro o powierzchni 6,35 ha, znajdujące się na wschód od wsi Liksajny, w gminie Miłomłyn, w województwie warmińsko-mazurskim. Z jeziora Zgniłek uchodzi odpływ do jeziora Ruda Woda.